# توچیگیاما مورییا
توچیگیاما مورییا (به ژاپنی: 栃木山 守也) کُشتی‌گیر سوموی اهل استان توچیگی در کشور ژاپن است که بیست‌وهفتمین کشتی‌گیر دارای رتبهٔ یوکوزونا محسوب می‌شود. وی در سال ۱۹۱۸ میلادی به این مرتبه ارتقا یافت و در سال ۱۹۲۵ میلادی بازنشست شد. توچیگیاما مورییا توانست ۹ بار قهرمان (یوشو) مسابقات سومو شود.